# Virginia Slims Championships 1984
Virginia Slims Championships 1984 — Чемпіонат Туру WTA, щорічний тенісний турнір серед найкращих гравчинь в рамках Туру WTA 1983. Відбувсь утринадцяте і тривав з 28 лютого до 4 березня 1984 року в Медісон-сквер-гарден у Нью-Йорку США. Перша сіяна Мартіна Навратілова здобула титул в одиночному розряді.

## Фінальна частина

### Одиночний розряд
- Мартіна Навратілова —  Кріс Еверт-Ллойд, 6–3, 7–5, 6–1
- Для Навратілової це був 2-й титул в одиночному розряді за рік і 88-й — за кар'єру.

### Парний розряд
- Мартіна Навратілова /  Пем Шрайвер —  Джо Дьюрі /  Енн Кійомура, 6–3, 6–1

## Призові гроші
| Дисципліна       | П        | Ф       | 3-тє    | 4-те    | ЧФ      | 1/8    |
| Одиночний розряд | $125,000 | $60,000 | $30,000 | $24,000 | $14,000 | $7,500 |
| Парний розряд *  | $45,000  | $23,000 | $13,000 | $13,000 | $6,500  | –      |

* на пару

## Нотатки
1. ↑  Тур WTA 1983 тривав з січня 1983 року до лютого 1984-го.